# Axion plagiatum
Axion plagiatum är en skalbaggsart som först beskrevs av Olivier 1808.  Axion plagiatum ingår i släktet Axion och familjen nyckelpigor. Inga underarter finns listade i Catalogue of Life.